# Арон Галфейкер
Арон Галфейкер (англ. Aaron Halfaker) — американський програміст і головний науковий співробітник Фонду Вікімедіа.

## Освіта і кар'єра
Галфейкер здобув ступінь бакалавра комп'ютерних наук в коледжі св. Схоластики в 2006, де він починав вивчати фізичну реабілітацію, але змінив спеціальність на інформатику, після того як пройшов курс програмування з Даяною Джонсон. В 2013 він отримав Ph.D. комп'ютерних наук від дослідницької лабораторії GroupLens Міннесотського університету. Став відомий завдяки дослідженням Вікіпедії і причин зменшення кількості активних редакторів сайту. Він каже, що Вікіпедія увійшла в "фазу спаду" приблизно в 2007 і відтоді активність лише спадала. Галфейкер також вивчав автоматизовані акаунти вікіпедії, відомі як боти, та їх вплив на користувачів сайту. Здобувши ступінь бакалавра, він зі Стюартом Ґайґером розробив інструмент редагування вікіпедії "Snuggle", метою якого є ліквідувати вандалізм та спам і виділити конструктивний внесок нових редакторів. Також він створив систему штучного інтелекту, відому як "Objective Revision Evaluation Service" (ORES), яка використовується, щоб ідентифікувати вандалізм у Вікіпедії і відрізнити його від редагувань з добрими намірами.

## Зноски
1. ↑  Wicked Smart: 5 questions with U of M PhD and Wikipedian Aaron Halfaker. TechMN. 11 грудня 2013. Архів оригіналу за 17 грудня 2013. Процитовано 5 січня 2015.
2. ↑  Aaron Halfaker Curriculum Vitae.
3. ↑  Hicks, Jesse (18 лютого 2014). This machine kills trolls. The Verge. Процитовано 11 грудня 2014.
4. ↑  Simon, Matt. Internet Bots Fight Each Other Because They’re All Too Human. Wired. Процитовано 22 березня 2017.
5. ↑  Staff and Contractors. Wikimedia Foundation. 12 листопада 2015. Процитовано 4 червня 2017.
6. ↑  Clark, Valerie. Computer science alum making headlines through work at Wikipedia. Процитовано 31 січня 2017.
7. ↑  Nosowitz, Dan (28 січня 2013). Wikipedia is getting Worse as it gets Better. Popular Science. Процитовано 5 січня 2015.
8. ↑  Halfaker, A.; Geiger, R. S.; Morgan, J. T.; Riedl, J. (28 грудня 2012). The Rise and Decline of an Open Collaboration System: How Wikipedia's Reaction to Popularity Is Causing Its Decline. American Behavioral Scientist. 57 (5): 664—688. doi:10.1177/0002764212469365.
9. ↑  LeJacq, Yannick (2 лютого 2013). Wikipedia Reaches 3 Billion Monthly Mobile Views Amid Concerns About Contributor Content. International Business Times. Процитовано 11 грудня 2014.
10. ↑  Jacobs, Harrison (22 листопада 2013). Wikipedia Could Degenerate If It Can't Fix One Big Problem. Business Insider. Процитовано 11 грудня 2014.
11. ↑  Simonite, Tom (22 жовтня 2013). The Decline of Wikipedia. MIT Technology Review. Архів оригіналу за 19 червня 2015. Процитовано 13 березня 2015. [Архівовано 2015-06-19 у wayback.archive-it.org]
12. ↑  Kloc, Joe (25 лютого 2014). Wikipedia Is Edited by Bots. That’s a Good Thing. Newsweek. Процитовано 11 грудня 2014.
13. ↑  Baker, Katie (31 жовтня 2013). Wikipedia's Wobbling (Citation Needed). Newsweek. Процитовано 26 грудня 2014.
14. ↑  Matias, J. Natian (8 червня 2015). The Tragedy of the Digital Commons. The Atlantic. Процитовано 22 лютого 2016.
15. ↑  Metz, Cade (1 грудня 2015). Wikipedia Deploys AI to Expand Its Ranks of Human Editors. Wired. Процитовано 12 січня 2016.
16. ↑  Simonite, Tom (1 грудня 2015). Artificial Intelligence Aims to Make Wikipedia Friendlier and Better. MIT Technology Review. Процитовано 22 лютого 2016.